# L'Opérateur
Pour plus de détails, voir Fiche technique et Distribution.
L'Opérateur (The Cameraman), également connu ultérieurement sous le titre Le Caméraman, est un film américain réalisé par Edward Sedgwick et Buster Keaton, sorti en 1928.

## Synopsis
À New York, Luke est photographe et réalise des tintypes. Dans un mouvement de foule, il tombe amoureux d'une femme qui s'appelle Sally : il la suit et constate qu'elle travaille auprès de la MGM dans le service des nouvelles. Tout comme Stagg, qui par ailleurs flirte avec la jeune femme, il veut devenir caméraman et achète à cet effet une vieille caméra d'occasion.
Sally lui indique en cachette qu'il va y avoir des évènements à filmer dans Chinatown. Luke s'y rend, contraint sur le trajet de recueillir, à la suite d'un accident, un petit singe, puis filme la fête ainsi que la guerre des gangs qui s'ensuit tout en échappant aux chinois qui le prennent à partie et veulent le tuer. De retour à la MGM, il semble que Luke n'ait pas mis de pellicule vierge dans la caméra et n’ait donc pas ramené d'images, il est ridiculisé et démissionne de la MGM.
Il ne se décourage pas pour autant : le lendemain il va filmer une course de bateaux à laquelle Sally et Stagg assistent également. Leur bateau chavire et Sally risque sa vie au milieu des eaux, menacée par le bateau qui tourne sur lui-même sans pilote. Stagg sauve sa peau pendant que Luke, alors sur la rive en train de filmer, va porter secours à Sally. Un malentendu laisse croire à celle-ci que c'est Stagg qui l'a sauvée, et ce dernier en profite. Par inadvertance, Luke se rend compte que le singe avait caché une bobine de film.
Les responsables des nouvelles de la MGM, en présence des très amoureux Sally et Stagg, prennent connaissance d'un film envoyé par Luke : on peut d'abord y voir d'excellentes images des combats de rue entre chinois, puis l'accident de Sally et Stagg ainsi que le sauvetage de celle-ci par Luke, car le singe avait continué à filmer la scène. Sally quitte Stagg puis se jette dans les bras de Luke qui est engagé à la MGM.

## Fiche technique
- Titre français : L'Opérateur

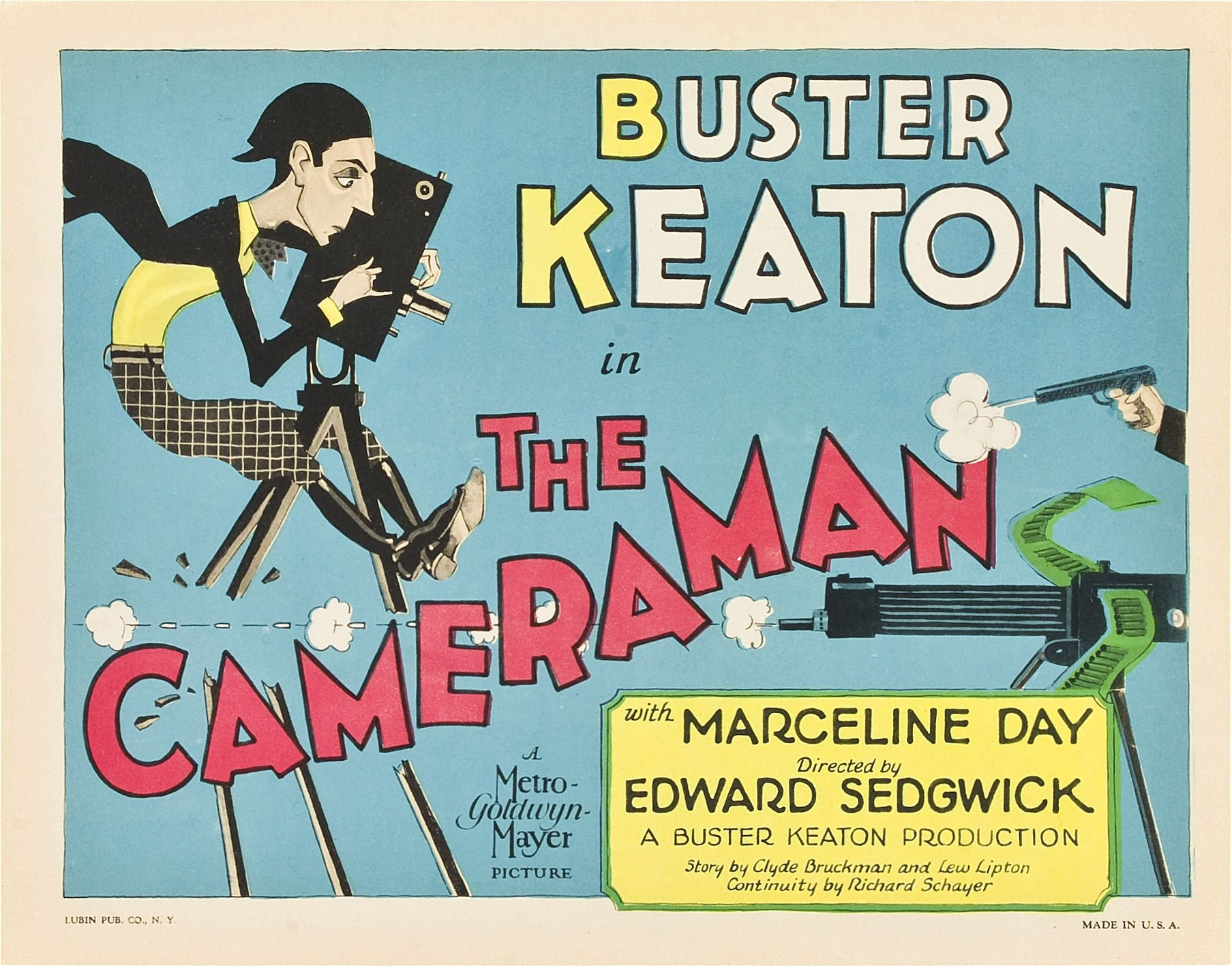
Affiche du film

- Titre français édition DVD : Le Caméraman
- Titre original : The Cameraman
- Réalisation : Edward Sedgwick, Buster Keaton (non mentionné au générique)
- Scénario : Clyde Bruckman, Lew Lipton et Byron Morgan (ce dernier non mentionné au générique) pour l'histoire, Joseph Farnham (intertitres), Richard Schayer (continuité);
- Photographie : Reggie Lanning, Elgin Lessley
- Montage : Hugh Wynn, Basil Wrangell
- Production : Buster Keaton
- Société de production : MGM
- Société de distribution : Metro-Goldwyn-Mayer
- Pays de production :  États-Unis
- Langue originale : anglais (intertitres)
- Format : noir et blanc - muet
- Genre : comédie romantique burlesque
- Durée : 75 minutes (8 bobines)
- Dates de sortie : 
  - États-Unis : 16 septembre 1928 (première à New York)
  - États-Unis : 22 septembre 1928 (sortie nationale)

## Distribution
- Buster Keaton : Luke Shannon
- Marceline Day : Sally Richards
- Harold Goodwin : Harold Stagg
- Sidney Bracey : Edward J. Blake, le rédacteur en chef
- Harry Gribbon : Hennessey, le policier
- Edward Brophy : L'homme de la cabine de bain (non crédité)
- Bert Moorhouse : Randall

## Distinction
- Inscrit au National Film Registry en 2005